# Прерана ејакулација
Прерана ејакулација је сексуална дисфункција мушкарца при којој мушкарац ејакулира (доживи оргазам) за релативно кратко и њему незадовољавајуће време. Уколико би било прихваћено да сексуално понашање има само биолошки значај, да је оплодња жене једини циљ сексуалног односа, проблем преране ејакулације не би постојао. Међутим, сексуалност поред биолошке има и психолошку важност, па се прерана ејакулација обично доживљава као проблем, па се тако и третира у психијатрији и психологији.

## Дилеме
Задовољавајуће време за које ће мушкарац доживети оргазам је дискутабилно и може да варира, а често је узрок дилеме. Све сексуалне дилеме и проблеми су, по правилу, оптерећујући и доводе до незадовољства самим собом и до компликовања односа са партнером. У самом одређењу преране ејакулације има различитих мишљења. Једни аутори сматрају да мушкарац који у педесет процената свих односа не успева да партнерку доведе до оргазма, пати од ове сексуалне сметње. По мишљењу других аутора, прерана ејакулација одређује се према временском критеријуму: мушкарац који ејакулира у оквиру два минута, без обзира на стање жене, има ову врсту сексуалних проблема. Наравно, узевши у обзир да је просечна дужина сексуалног односа три до пет минута, а и да постоји предигра која значајно продужава трајање вођења љубави, ово мишљење је ипак арбитрарно. Било како било, проблем постоји и намеће се питање како је настао.

## Узроци
У објашњењу узрока настанка овог проблема велики значај придаје се првом сексуалном искуству, или честим сексуалним искуствима у релативно конфликтним ситуацијама, када се чин завршава прераном ејакулацијом: куповином љубави код проститутке, сексуални однос у неповољним условима (кола, природа) и друге ситуације које подразумевају неку врсту присиле да се акт заврши брзо, или је брзина узрокована страхом да ће се нарушити приватност односа.
Страх ремети све аспекте људског понашања, па и сексуално понашање, које се лако може нарушити и подложно је потресима. Једном доживљени неуспех, у овом случају неуспех је прерана ејакулација, изазива страх да ће се сваки следећи однос завршити неуспехом, а напетост узрокована страхом стварно доводи до поновног неуспеха и тиме се ствара специфични „зачарани круг“.
Што се првих искустава тиче, посебно код млађих мушкараца, прерана ејакулација није ретка. То се дешава или због претераног узбуђења или због несигурности младића да ће задовољити своју партнерку. Савет стручњака је да се, иако је то за младића неугодно, о овоме отворено разговара и да му је потребно много подршке и толеранције. Овај проблем би са годинама требало да престане, а уколико не, неопходна је помоћ стручњака.
Међутим, и после периода нормалног сексуалног живота, могућа је накнадна, секундарна појава проблема преране ејакулације. Када у већ оформљеним односима с брачним партнером наиђу одређене трауматске ситуације које су праћене осећањем страха, а које изазива прерану ејакулацију, јавља се страх од неуспеха и опет настаје зачарани круг. Понекад и промена партнерке, када се понављају услови првог сексуалног односа, или осећања која прате недозвољене везе и која доводе особу у стање хроничне напетости, стварају услове за учвршћивање оваквог стања.
Према наводима магазина Journal of Sex & Marital Therapy, које преноси сајт „24 сата инфо“, према истраживању финских научника који су интервјуисали више од три хиљаде мушкараца, пре свега близанаца и браће, резултати указују да је овај поремећај генетички условљен.

## Терапија
Излаз из круга, односно победа страха, услов је да се реши било који тим страхом узроковани сексуални проблем. Бихевиорални терапеути то чине тако што сложени проблем разделе на више једноставних, па их решавају поступно од најмањег страха до највећег. У терапији то значи да се мушкарац излаже страху постепено, почевши од ситуације која изазива страх најмањег интензитета, на пример, пољубац, додир, разговор о сексу и не прелази се на следећу ситуацију све док постоји и најмања напетост. Последња ситуација је најстрашљивија, а то је у овом случају сам коитус, који је забрањен све док траје терапија, односно, док има страха. Терапија се обично спроводи у пару, мада се може прилагодити да је и сам мушкарац спроводи.
Сексуални проблем, манифестован на исти начин, кроз прерану ејакулацију, може бити узрокован и слабим сексуалним нагоном, без присуства страха. У овом случају, упорном терапијом и самотерапијом, уз примену специфичних техника, могуће је продужити време ејакулације за неколико минута. Специфичне технике примењује мушкарац сам, или уз помоћ партнерке.
Једна од њих је, такозвана „старт стоп техника“, која се базира на престанку активности у тренутку потребе за ејакулацијом. Препоручује се и „техника стискања“, при чему благи притисак на одређеном месту мушког полног органа, спречава ејакулацију.
Чињеница од које се полази у примени ових техника је да од тренутка када мушкарац осети да ће доћи до ејакулације до саме ејакулације, има три секунде времена.
Понекад, али не увек, проблем преране ејакулације решава се узимањем лека који смањује напетост, уз обавезни стручни надзор лекара. Исто тако, када је особа млада, мастурбација двадесетак минута пре сексуалног односа може, али не мора да помогне.
Ретки су, али ипак могући, и случајеви преране ејакулације који су узроковани органским поремећајима, као што су, на пример, запаљење уретре или простате. Под условом да није учвршћен страх од неуспеха, терапија је веома једноставна, усмерена ка излечењу запаљења. Међутим, с обзиром на то да је сексуалност осетљива, најчешће долази до компликовања проблема, појаве осетног страха, па се приступа терапији опуштања, ослобађања телесне и менталне напетости и страха, тачније, терапији „корак по корак“.